# Proklo (spartanski kralj)
Proklo je prvi od mitoloških spartanskih kraljeva iz roda Euripontida, na prijestol došao je oko 1100. pr. Kr. Otac mu je bio Aristodem, vođa Dorana pri njihovom naseljavanju Peloponeza. Prema legendi Proklo je direktan Heraklov potomak u petom koljenu, a ta loza glasila bi ovako: Heraklo, Hil, Kleodej, Aristomah, Aristodem pa Proklo i njegov brat blizanac Euristen. Prema tome bio je pra-pra-praunuk samoga Herakla.

Predaja kaže kako Proklova i Euristenova majka nije željela reći koji je od blizanaca rođen prvi pa kada su Dorani zauzeli Peloponez i osnovali Spartu, njih dvojca su se dogovorili da zajednički vladaju kao kraljevi jednake vlasti. Od tuda potječu kasnije dvije paralelne kraljevske loze Euripontidi (Proklo) i Agijadi (Euristen), a njihovi potomci smatraju se Heraklidima.